# Жуліу-Престіс (станція)

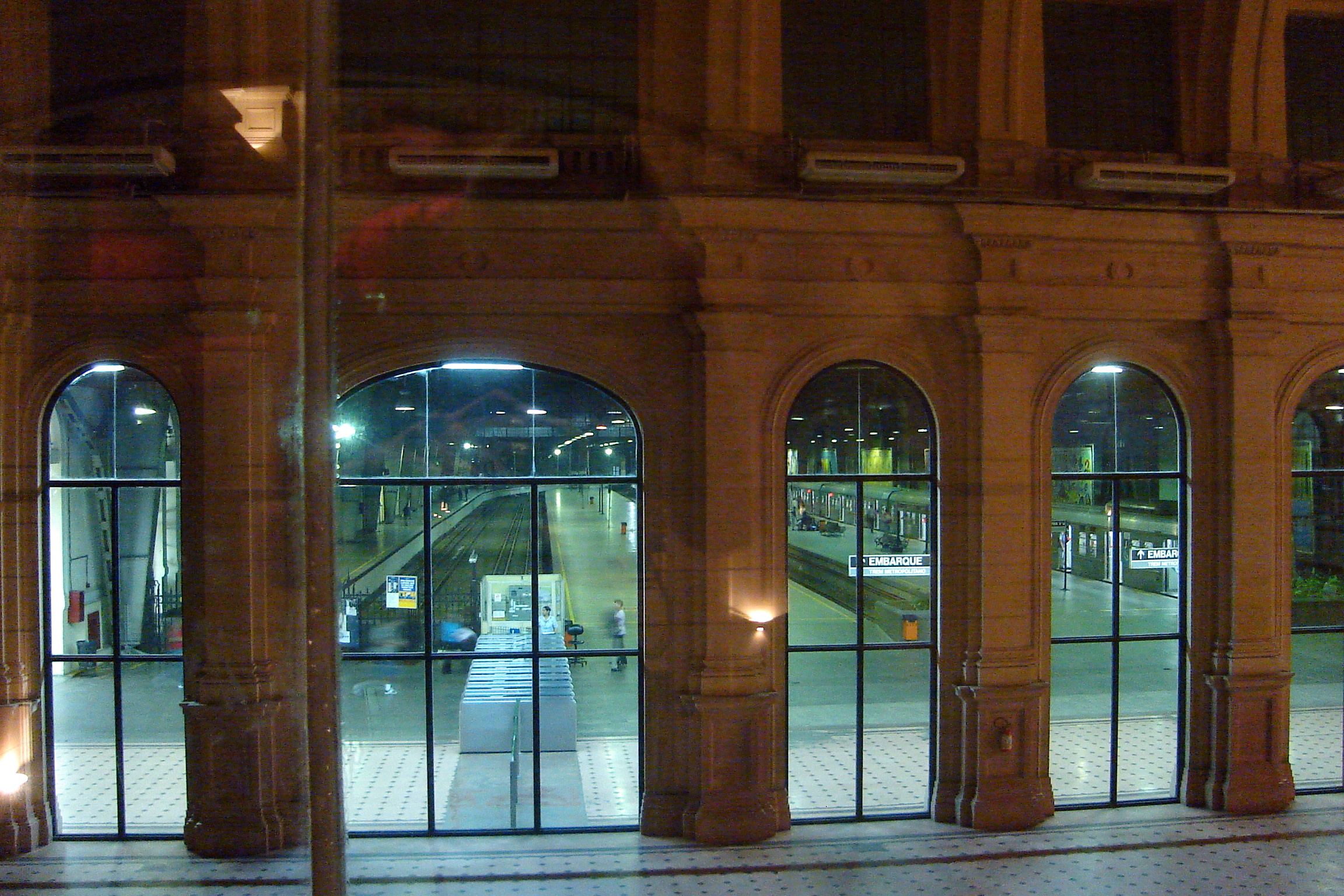
Залізничні платформи станції

Станція Жуліу-Престіс (порт. Estação Júlio Prestes) — історична залізнична станція у місті Сан-Паулу, Бразилія, відкрита 10 липня 1875 із будівництвом залізниці Сорокабана і названа «станція Сан-Паулу». Вона одразу стала одним з головних входів до міста. Станція була розташована неподалік від станції Лус, через обидві станції здійснювалися перевезення кави по залізниці Сан-Паулу, єдиному шляху, що з'єднував місто з портовим містом Сантус.
З часто виникла потреба збільшення розмірів станції, в результаті чого була збудована її сучасна будівля, спроєктована Крістіану Стоклером да Невісом в 1925 в стилі Людовіка XVI. Будівництво завершене в 1938, коли в місті вже діяли автобусні маршрути, що швидко зменшило значення станції та залізниць загалом. В 1940-х перейменована на ім'я колишнього президента штату Сан-Паулу Жуліу Престіса.
Станція була практично покинута через короткий час після цього. Проте в 1990-х губернатор штату Маріу Ковас вирішив відреставрувати станцію, що і було зроблено, частина станції перероблена на культурний центр, в якому відкрився концертний зал, Зал Сан-Паулу. Решта станції зараз обслуговує Лінію 8 приміських поїздів CPTM.
| Бразилія | Це незавершена стаття з географії Бразилії. Ви можете допомогти проєкту, виправивши або дописавши її. |